# 3인의 신부
3인의 신부(3人의 新婦)는 한국에서 제작된 김수용 감독의 1959년 영화이다. 도금봉 등이 주연으로 출연하였고 유도윤 등이 제작에 참여하였다.

## 출연

### 주연
- 도금봉
- 복혜숙
- 김승호

## 제작진
- 조명: 서영훈
- 녹음: 최칠복
- 미술: 이봉선